# Lygephila sublutea
Lygephila sublutea là một loài bướm đêm trong họ Erebidae.